# Monarscoot

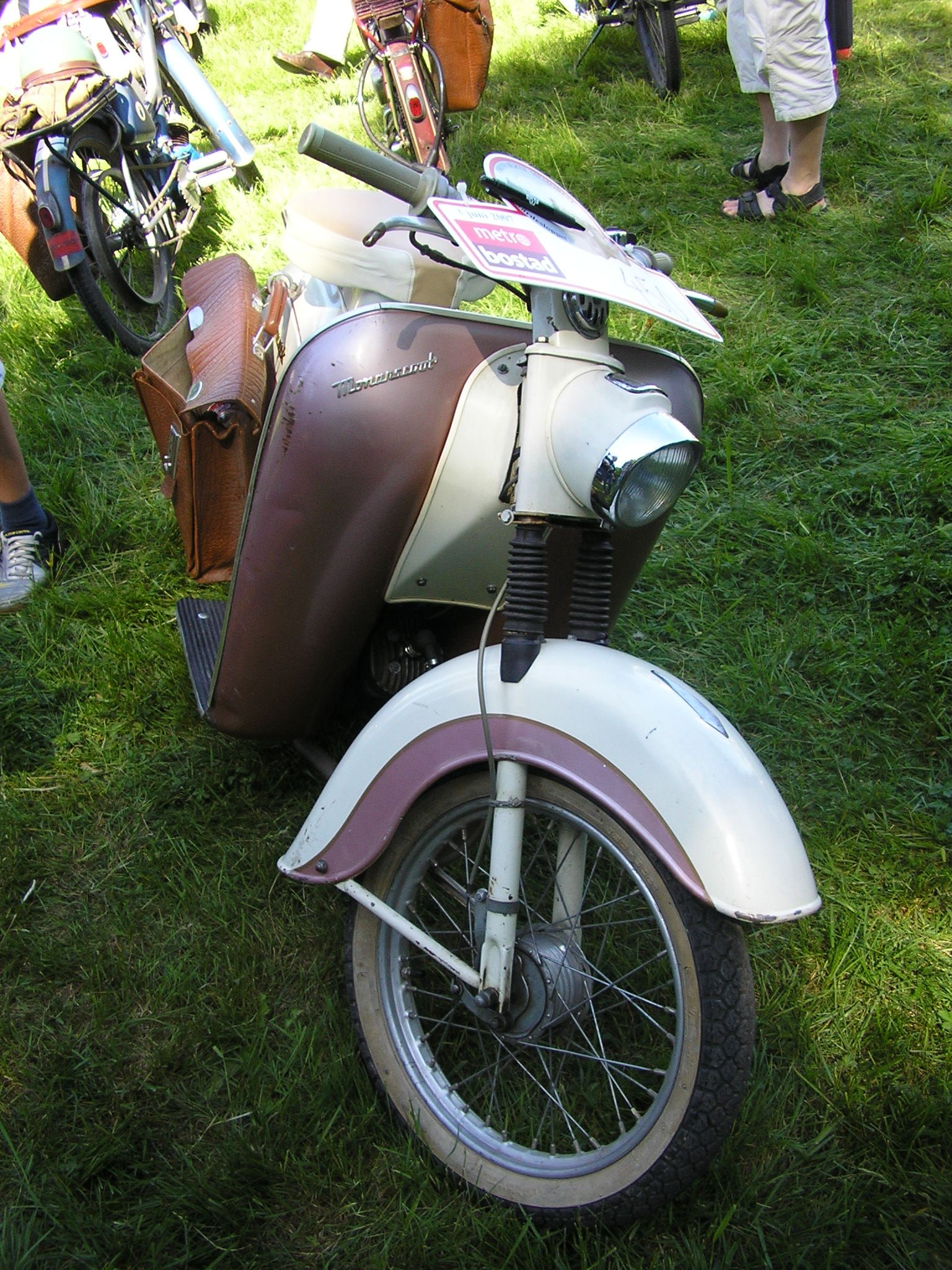
En Monarscoot.

Monarscoot är en moped som byggdes av Monark i Varberg mellan 1957 och 1969. Modellen introducerades 1956 som "en monarped för den som vill åka i frack".
Monarscoot  är en av de mopedmodeller som designmässigt utmärker sig från den tiden.
1958 var priset för en Monarscoot 1095 kr.
Motorn var från början tyska ILO piano med trampor. 1961 ändrades mopedbestämmelserna så att trampor inte längre var ett krav, då fick Monarscooten fotplattor och kick. Då Monark Crescent AB bildades 1964 installerades Husqvarnamotorer i Monarscooterna.
Det här var alltså konkurrenten Husqvarna som licensierat monarscooten och saluförde den under eget namn.
Många var det, Örnen, Svalan, Konsum m. fl. som gjorde likadant och sålde bl.a. MCBs modeller under eget namn.